# Liste der Kulturdenkmäler in Winterspelt
In der Liste der Kulturdenkmäler in Winterspelt sind alle Kulturdenkmäler der rheinland-pfälzischen Ortsgemeinde Winterspelt einschließlich der Ortsteile Eigelscheid, Elcherath, Heckhalenfeld, Hemmeres, Ihren, Steinebrück und Urb aufgeführt. In den Ortsteilen Hasselbach, Wallmerath und Weissenhof sind keine Kulturdenkmäler ausgewiesen. Grundlage ist die Denkmalliste des Landes Rheinland-Pfalz (Stand: 27. Juni 2022).

## Einzeldenkmäler
| Bezeichnung                             | Lage                                                | Baujahr                            | Beschreibung | Bild                           |
| --------------------------------------- | --------------------------------------------------- | ---------------------------------- | --- | ------------------------------ |
| Wegekreuz                               | Eigelscheid, Im Brühl, bei Nr. 26 Lage              | 1860                               | Sockelkreuz, Schiefer, bezeichnet 1860 | Fotos hochladen                |
| Wegekreuz                               | Eigelscheid, südwestlich des Ortes an der L 16 Lage | 1842                               | Sockelkreuz, Schiefer, bezeichnet 1842 | BW                             |
| Katholische Filialkirche St. Willibrord | Elcherath, St. Albinus-Straße 20 Lage               | 1515                               | Saalbau, bezeichnet 1515, Turmunterbau angeblich älter, Anbauten aus dem 18. und 19. Jahrhundert; mit Ausstattung; auf dem Kirchhof Grabkreuze, 18. und 19. Jahrhundert | weitere Bilder Fotos hochladen |
| Wegekreuz                               | Elcherath, östlich des Ortes an der L 16 Lage       | 1820                               | reliefiertes Balkenkreuz, Schiefer, bezeichnet 1820 | Fotos hochladen                |
| Katholische Filialkirche St. Barbara    | Heckhalenfeld, Kapellenweg 1 Lage                   | 1887 ff.                           | neugotischer Bruchstein-Saalbau, 1887 ff., Architekt Dombaumeister Reinhold Wirtz, Trier; mit Ausstattung                                                               | weitere Bilder Fotos hochladen |
| Hofanlage                               | Hemmeres, Ourtalstraße 11 Lage                      | zweite Hälfte des 18. Jahrhunderts | stattliches Breitgiebelhaus, wohl aus der zweiten Hälfte des 18. Jahrhunderts (Umbau?), Stallteil bezeichnet 1786, Haustür bezeichnet 1893                              | Fotos hochladen                |
| Katholische Filialkirche St. Henricus   | Ihren, Am Tälchen 4 Lage                            | 1886                               | Saalbau mit Dachreiter, bezeichnet 1886 | weitere Bilder Fotos hochladen |
| Wegekreuz                               | Ihren, Am Tälchen, bei Nr. 6 Lage                   | 1879                               | Sockelkreuz, Schiefer, bezeichnet 1879 | Fotos hochladen                |
| Hofanlage                               | Steinebrück, Am Brüsselberg 2 Lage                  | zweite Hälfte des 19. Jahrhunderts | Streckhof, zweite Hälfte des 19. Jahrhunderts; vierachsiges Flurküchenhaus, bezeichnet 1871, langgestreckte Scheune                                                     | Fotos hochladen                |
| Katholische Filialkirche St. Hubertus   | Urb, Winterscheider Straße 2 Lage                   | erste Hälfte des 17. Jahrhunderts  | Saalbau mit Dachreiter (erste Hälfte des 17. Jahrhunderts?), Sakristeianbau, Figurennische bezeichnet 1672                                                              | weitere Bilder Fotos hochladen |
| Quereinhaus                             | Winterspelt, Alfred-Andersch-Straße 1 Lage          | 1882                               | langgestrecktes Quereinhaus mit Flurküche, bezeichnet 1882 | Fotos hochladen                |
| Katholische Pfarrkirche St. Michael     | Winterspelt, Hauptstraße Lage                       | 1898                               | neugotische dreischiffige Hallenkirche, Bruchsteinbau, 1898, Architekt Krekeler, Prüm; mit Ausstattung                                                                  | weitere Bilder Fotos hochladen |
| Kriegerdenkmal                          | Winterspelt, Hauptstraße, vor der Kirche Lage       | 1924                               | Kriegerdenkmal 1914/18, bezeichnet 1924 | Fotos hochladen                |
| Hofanlage                               | Winterspelt, Hauptstraße 20 Lage                    | Ende des 18. Jahrhunderts          | breitgiebliges Flurküchenhaus, Ende des 18. Jahrhunderts, Umbau bezeichnet 1906, mit Ausstattung; Ökonomie wohl aus dem frühen 19. Jahrhundert                          | Fotos hochladen                |
| Quereinhaus                             | Winterspelt, Heckhalenfelder Straße 18 Lage         | 1749                               | barockes Quereinhaus mit Flurküche, Wohnteil bezeichnet 1749, Wirtschaftsteil wohl jünger; eingeschossiges Backhaus, wohl aus dem 18. Jahrhundert                       | Fotos hochladen                |
| Wegekreuz                               | Winterspelt, Im Kaleneck, bei Nr. 14 Lage           | 1817                               | nachbarockes reliefiertes Sockelkreuz, Schiefer, bezeichnet 1817 | BW                             |
| Portal                                  | Winterspelt, Pulverstraße, an Nr. 2 Lage            | 1761                               | aufwändiges Oberlichtportal, Schiefer, bezeichnet 1761 | Fotos hochladen                |
| Wegekreuz                               | Winterspelt, Pulverstraße, Ecke Im Bungert Lage     | erste Hälfte des 19. Jahrhunderts  | Altarkreuz, Schiefer, wohl aus der ersten Hälfte oder der Mitte des 19. Jahrhunderts                                                                                    | Fotos hochladen                |
| Wegekreuz                               | Winterspelt, Pulverstraße, bei Nr. 18 Lage          | 1831                               | kleines Balkenkreuz, Schierfer, bezeichnet 1831 | BW                             |